# Bataille de Hancock
Guerre de Sécession
La Bataille de Hancock, également connue sous le nom de Campagne de Romney, se déroula du 5 au 6 janvier 1862 dans le Comté de Washington situé dans le Maryland et dans le Comté de Morgan situé en Virginie-Occidentale. Elle correspond aux opérations militaires menées par le Major General Thomas J. Jackson contre la Baltimore and Ohio Railroad et le Chesapeake and Ohio Canal durant la guerre de Sécession.
Le 1er janvier 1862, par un grand froid, Jackson quitta Winchester pour la ville de Bath située plus au nord de la Virginie. Son objectif était de perturber le trafic sur la B&O Railroad et le C&O Canal. Le 5 janvier, après quelques escarmouches avec les troupes fédérales, les troupes de Jackson atteignirent le Potomac situé à proximité de la ville de garnison d'Hancock. Son artillerie pilonna la ville depuis le mont Orrick mais infligea que peu de dégâts. Le général de brigade Frederick W. Lander commandant la garnison refusa les propositions de reddition offertes par Jackson. Ce dernier poursuivit le pilonnage de la ville durant deux jours et chercha en vain un moyen de franchir le fleuve, il se dirigea ensuite vers Romney en Virginie-Occidentale.

## Sources
- (en) National Park Service battle description